# Neto (fleuve)
Pour les articles homonymes, voir Neto.
Le Neto est un fleuve de Calabre en Italie, dans les deux provinces de Cosenza et de Crotrone. C’est le second cours d’eau de Calabre, en importance, après le Crati.

## Géographie
Sa longueur est d’environ 80 km. Il prend sa source dans la Sila, sur les pentes du mont Botte San Donato (1 928 m), dans la province de Cosenza, dans le Parc national de la Sila. Son lit est profondément encaissé et il reçoit de nombreux affluents qui en augmentent progressivement le débit : l’Arvo et l’Ampollino sur la droite et le Lese sur la gauche et vers son embouchure, le torrent Vitravo. Vers Cotronei, il pénètre dans la province de Crotone, élargissant notablement son lit dans un vaste cône de déjection d'alluvions. Il longe sur quelques kilomètres la route nationale 107. Après Rocca di Neto, son cours devient plus calme et présente de nombreux méandres. Il se jette dans mer Ionienne à la hauteur de Fasana, au nord de Crotone et au sud de Strongoli.

## Toponymie
Le nom du fleuve provient de « Navaethus » (en grec ancien Ναύαιθος / Naúaithos), formé de deux mots grecs « navire » et « brûlé ». En effet, ce serait l'endroit où les Nauprestides, sœurs du roi de Troie Priam, auraient incendié les navires des guerriers grecs pour échapper à l'esclavage auquel on les destinait au retour en Grèce, selon l'Épitome du pseudo-apollodore

## Hydrologie
Le Neto a un régime typiquement torrentiel avec des crues abondantes au cours de l’hiver (2 800 m3/s) et des étiages prononcés en été. Son débit moyen est de 15,2 m3/s, pour un bassin versant de 1 073 km2.

## Aménagements et écologie
Ses eaux sont utilisées intensivement pour l’irrigation et la production d’énergie électrique.